# شخصية وضعية

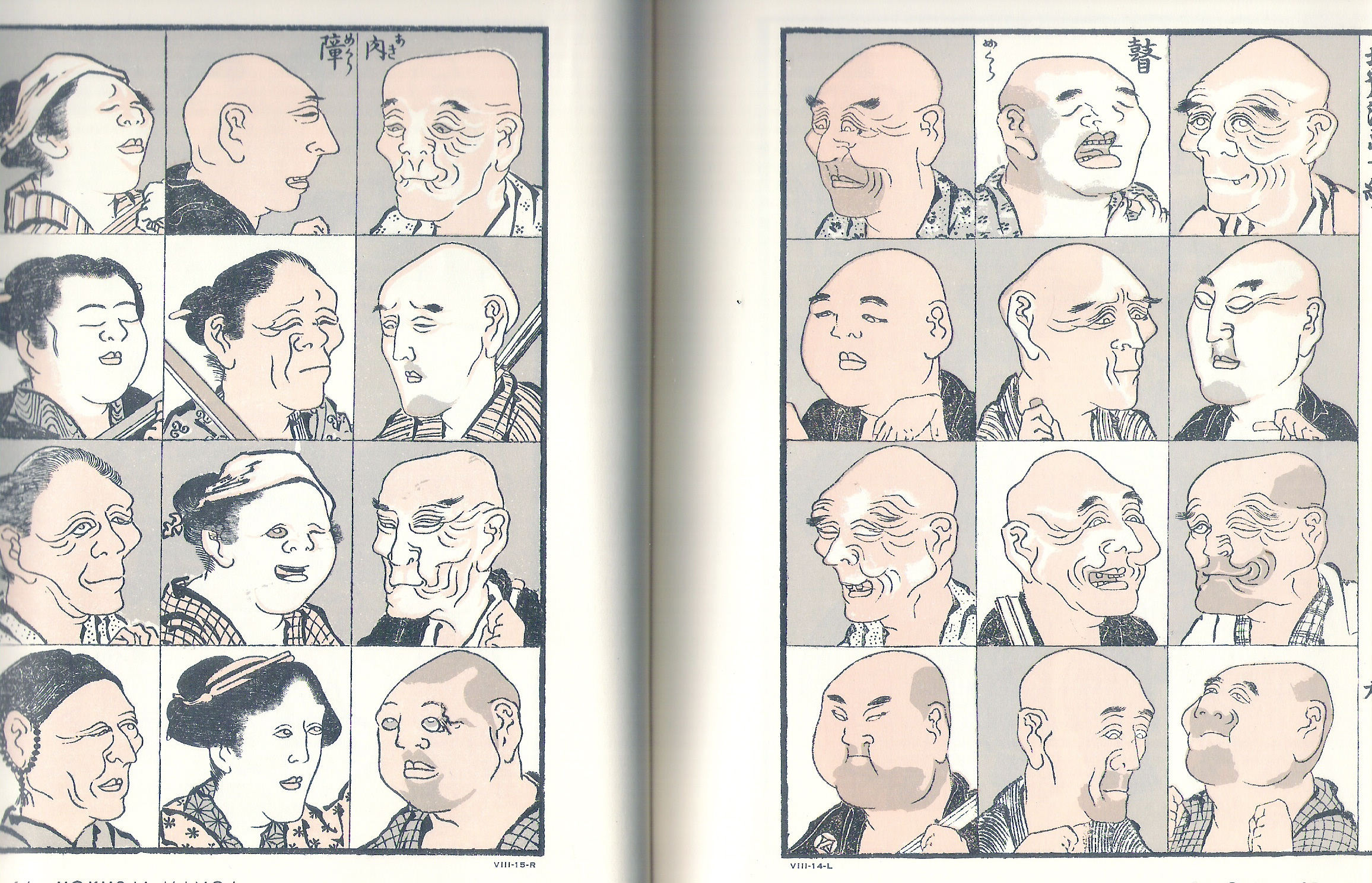

الشخصيّة الوضعيّة هي شخصية خيالية نمطية في عمل فني مثل الرواية أو المسرحية أو الفيلم أو الفيلم الذي يتعرف عليه الجمهور من خلال تكرار الأحداث في تقليد أدبي معين. الشخصيّات الوضعيّة هي شخصيّات نموذجية تتميز بمسطحاتها. نتيجة لذلك فإنها تميل إلى أن تكون أهدافًا سهلة لمحاكاة ساخرة وأن يتم انتقادها باعتبارها كليشيهات. يعد وجود مجموعة معينة من الشخصيّات الوضعيّة مكونًا رئيسيًا للعديد من الأنواع الفنية. الهدف من الشخصيّة الوضعيّة هو المضي قدماً في القصة من خلال جعل الجمهور يتعرف على الشخصية مسبقاً.